# Stare Koluszki
Stare Koluszki (dawn. Koluszki Stare) – wieś w Polsce położona w województwie łódzkim, w powiecie brzezińskim, w gminie Brzeziny. W latach 1949–1954 dzielnica miasta Koluszki.
W 2011 miejscowość zamieszkiwało 271 osób.
W latach 1975–1998 miejscowość należała administracyjnie do województwa skierniewickiego.
Jest to najstarsza część Koluszek. Mimo powołania miasta i gminy Koluszki, pozostała w obrębie gminy Brzeziny. Wieś leży nad rzeką Mrogą. Z zapisu z 1790 roku dowiadujemy się, iż w najstarszej części osady znajdowały się 23 domy, a także młyn, browar, karczma i tartak.

## Historia
Od 1867 w gminie Gałkówek. W okresie międzywojennym należała do powiatu brzezińskiego w woj. łódzkim. 16 września 1933 utworzono gromadę Koluszki Stare w granicach gminy Gałkówek, Składającą się ze wsi i folwarku Koluszki Stare.
Podczas II wojny światowej w Generalnym Gubernatorstwie, w dystrykcie radomskim; gdzie hitlerowcy włączyli mieјscowość do gminy Długie w powiecie tomaszowskim. W 1943 mieјscowość liczyła 512 mieszkańców.
Po wojnie mieјscowość powróciła do powiatu brzezińskiego w woj. łódzkim jako jedna z 20 gromad gminy Gałkówek. 
28 kwietnia 1949, w związku z nadaniem Koluszkom statusu miasta, Koluszki Stare włączono do Koluszek (oprócz enklawy nad Mrogą przy granicy lasów państwowych).
W związku z reorganizacją administracji wiejskiej jesienią 1954, Koluszki Stare wyłączono z miasta Koluszki i włączono do nowo utworzonej gromady Różyca.
W 1973 roku, w związku z kolejną reformą administracyjną, Koluszki Stare włączono do nowo utworzonej gminy Brzeziny w powiecie brzezińskim, mimo bliższego położenia względem centrum Koluszek niż Brzezin (o około 1 km) oraz historycznych więzi z Koluszkami, widocznych bodajże w nazwie wsi lub ich położeniu na południowym brzegu rzeki Mroga.